# فرآیند لی‌آپ
فرایند لی‌آپ (به انگلیسی: Lay-Up process) یک فرایند قالب‌گیری برای مواد کامپوزیتی است که در آن محصول نهایی با همپوشانی تعداد خاصی از لایه‌های مختلف به دست می‌آید که معمولاً از الیاف پلیمری یا الیاف سرامیکی پیوسته و یک ماتریس مایع پلیمری ترموست ساخته می‌شود. بسته به اینکه لایه‌ها از پیش آغشته شده‌اند یا نه، می‌توان آن را به لی‌آپ خشک و لی‌آپ مرطوب تقسیم کرد. لی‌آپ خشک یک فرایند بسیار رایج در هوافضا است، به این دلیل که امکان به دست آوردن اشکال پیچیده با خواص مکانیکی خوب را می‌دهد (لی‌آپ مرطوب اجازه نمی‌دهد که الیاف‌های تک مسیری، که خواص مکانیکی بهتری دارند، به دست آورد)، در حالی که لی‌آپ مرطوب معمولاً در تمام زمینه‌های دیگر مورد استفاده قرار می‌گیرد.

## برش
برش الیاف اولین مرحله از فرایند لی‌آپ است. اگرچه الیاف، به‌طور کلی، مقاومت کششی بالایی دارند، معمولاً مقاومت برشی کمی دارند، بنابراین برش آن‌ها نسبتاً آسان است. این فرایند می‌تواند دستی، نیمه خودکار یا کاملاً خودکار باشد.

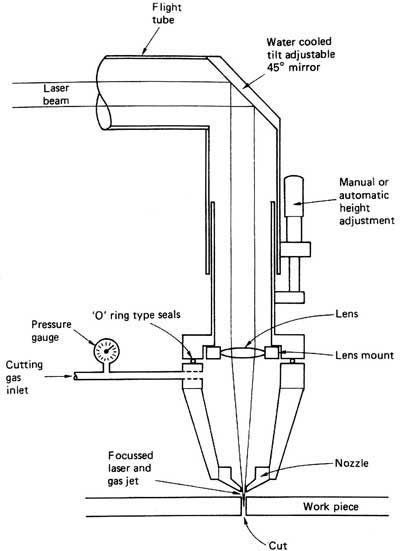
برش لیزر

برای آنچه به ابزار مربوط می‌شود، شایع‌ترین آن‌ها قیچی، برنده، چاقو و اره است. جایگزین‌های خودکار سیستم‌های برش قالبی هستند که امکان رسیدن به نرخ تولید بالاتر با حفظ هزینه‌ها را می‌دهند، چرا که اجازه می‌دهند لایه‌های بیشتری از الیاف را در یک زمان قطع کنیم. این روش‌ها نیاز به مهارت‌های متفاوتی از اپراتور دارند و دقت‌های پایانی متفاوتی را ارائه می‌دهند، اما همگی شیوه‌های مکانیکی هستند و یک نقطه ضعف عمده مشترک دارند: تماس فیزیکی بین ابزار برش و الیاف. یک جایگزین با اصطکاک کمتر روش فراصوت است، که شامل برش الیاف با تیغه مخصوص دارای ارتعاشات مکانیکی فرکانس بالا، تولید شده توسط یک منبع داخلی یکپارچه به سیستم است. همچنین تکنیک‌های برش کاملاً بدون تماس وجود دارند، مانند برش لیزری و برش‌کاری با جت آبی، که هر دو معمولاً بر روی ماشین‌های کنترل عددی تعبیه شده‌اند. اولی از طریق یک پرتو تابش همگرا به دست می‌آید که مواد را زیر بخار و تحت فشار گاز قرار می‌دهد تا ذرات فرار و مواد ذوب‌شده را حذف کند. دومی بر اساس یک جریان مایع با فشار بالا است که به سرعت ۲٫۵ برابر سرعت صوت می‌رسد و فشاری بر الیاف ایجاد می‌کند که بالاتر از مقاومت فشاری ماده است و در نتیجه یک برش خالص به وجود می‌آید. هر دو این روش‌ها دارای یک نقطه ضعف هستند که باید قبل از انتخاب روش برش در نظر گرفته شود: پرتوها مناطقی با دمای بالا در امتداد محورهای برش ایجاد می‌کنند که در آن مناطق ویژگی‌های فیزیکی ماده می‌تواند به‌طور قابل توجهی تغییر کند.

برش جت آبی. #1: آب پر فشار. #2: جواهر. #3: ساینده. #4: لوله مخلوط کردن. #5: محافظ. #6: برش جت آب. #7: مواد برش

در طول فرایند برش، یک پارامتر اساسی که باید در نظر گرفته شود، چیدمان تودرتو است، که به معنی مرتب کردن اشکال مختلف در الیاف برای بریده شدن است تا باقی‌مانده‌ها کاهش پیدا کند. الگوها به‌طور کلی به صورت دیجیتالی ایجاد می‌شوند و در صورت امکان به یک ماشین کنترل عددی داده می‌شوند یا در غیر این صورت با دست انجام می‌شوند.

## لمینت
لمینت‌ الیاف مرحله دوم فرایند لی‌آپ است. این روش همپوشانی تمام لایه‌ها به ترتیب درست و با جهت‌گیری درست است. در مورد لی‌آپ مرطوب، آماده‌سازی رزین در این عمل گنجانده شده‌است، چرا که الیاف در حال حاضر آغشته نشده‌اند. لمینت معمولاً در یک اتاق تمیز برای جلوگیری از گنجاندن ذرات درون لایه‌ها انجام می‌شود که با ویژگی‌های محصول نهایی تداخل می‌کند.
مهم‌ترین ابزار، قالب است که بسته به کاربرد می‌تواند نر یا ماده باشد. می‌توان آن را از مواد مختلف، بسته به انقباض و ضریب انبساط حرارتی ماده کامپوزیت، سفتی مورد نیاز، پرداخت سطح مورد نیاز، زوایای پیش‌نویس و زاویه خم شدن ساخته شده‌است. علاوه بر این، قالب باید در دمای لمینت پایدار باشد، فشار عمل را تحمل کند، در برابر سایش مقاوم باشد، با دیگر ابزارهای مورد استفاده سازگار باشد، در برابر حلال‌های شستشو مقاوم باشد و اعمال عوامل آزاد سازی باید آسان باشد.
اولین گام لمینت اعمال یک عامل آزادسازی بر روی قالب است، اساسی برای جلوگیری از چسبندگی بین رزین و قالب است. در صورت نیاز برای پرداخت سطح، می‌توان لایه محافظ اضافه کرد. لایه‌های محافظ فیلم‌های نایلونی هستند که برای به دست آوردن زبری سطحی خاصی به آن اعمال می‌شوند، برای محافظت از آن‌ها در هنگام ذخیره‌سازی و به دام انداختن ذرات فرار در طول پلیمریزاسیون استفاده می‌شوند. سپس تمام لایه‌های الیاف به دنبال دستورالعمل‌های ply-book که شامل فهرستی از تمام عملیات‌هایی است که باید در طول این فرایند انجام شود، همپوش می‌شوند. معمولاً هر ۴ یا ۵ لایه، به منظور اجازه تخلیه هوا و به دست آوردن محصول نهایی با ویژگی‌های مکانیکی بهتر، فشرده سازی انجام می‌شود.
پس از اینکه تمام الیاف در موقعیت مناسب قرار گرفته‌اند، لایه دیگری از لایه محافظ در بالا قرار داده می‌شود، با همان هدف اولین لایه محافظ. دنباله‌ای از لایه‌های دیگر در بالای آن اضافه می‌شود: release film، که لمینت‌ را از لایه‌های دیگر جدا می‌کند اما هنوز اجازه می‌دهد که رزین اضافی از آن عبور کند؛ bleeder، که عملکرد اصلی آن جذب رزین اضافی است؛ یک مانع، برای جدا کردن bleeder از breather; breather، برای توزیع خلاء همگن در میان سطوح خارجی و برای جلوگیری از انتقال چین کیسه خلاء به لمینت‌ استفاده می‌شود؛ کیسه خلاء، یک فیلم پلیمری انعطاف‌پذیر است که به‌طور معمول از نایلون ساخته شده‌است، قادر به حفظ خلاء ایجاد شده با پمپ خلاء است. دیگر عناصر مهم دریچه‌ها مورد استفاده برای درزگیری کیسه هستند.

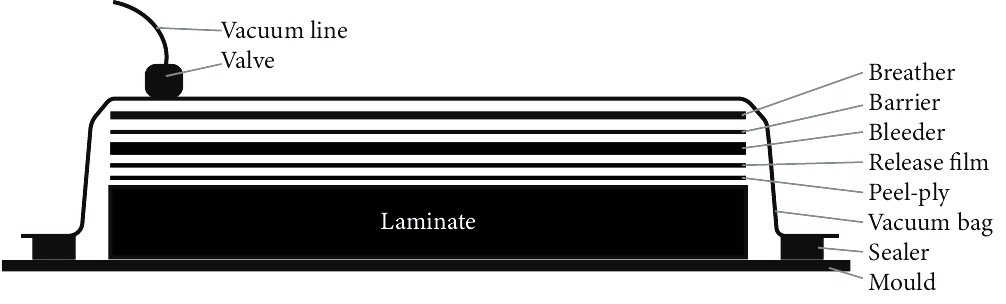
کیسه خلاء

این فرایند می‌تواند دستی، نیمه خودکار یا کاملاً خودکار باشد. هنگامی که به‌طور کامل با دست انجام شود، لمینت یک فرایند طولانی و دشوار است. یک جایگزین فرایند نیمه‌خودکار است، تشکیل شده از یک ماشین است که لایه‌ها را نگه‌داری می‌کند، و سپس بر روی قالب توسط اپراتور اعمال می‌شود. این فرایند می‌تواند کاملاً خودکار باشد اگر یک ماشین، مانند ماشین نوار گذار خودکار، بتواند لایه‌ها را در موقعیت و جهت‌گیری مناسب قرار دهد. این روش‌های خودکار اجازه رسیدن به نرخ تولید بالایی را می‌دهند.

## پلیمریزاسیون

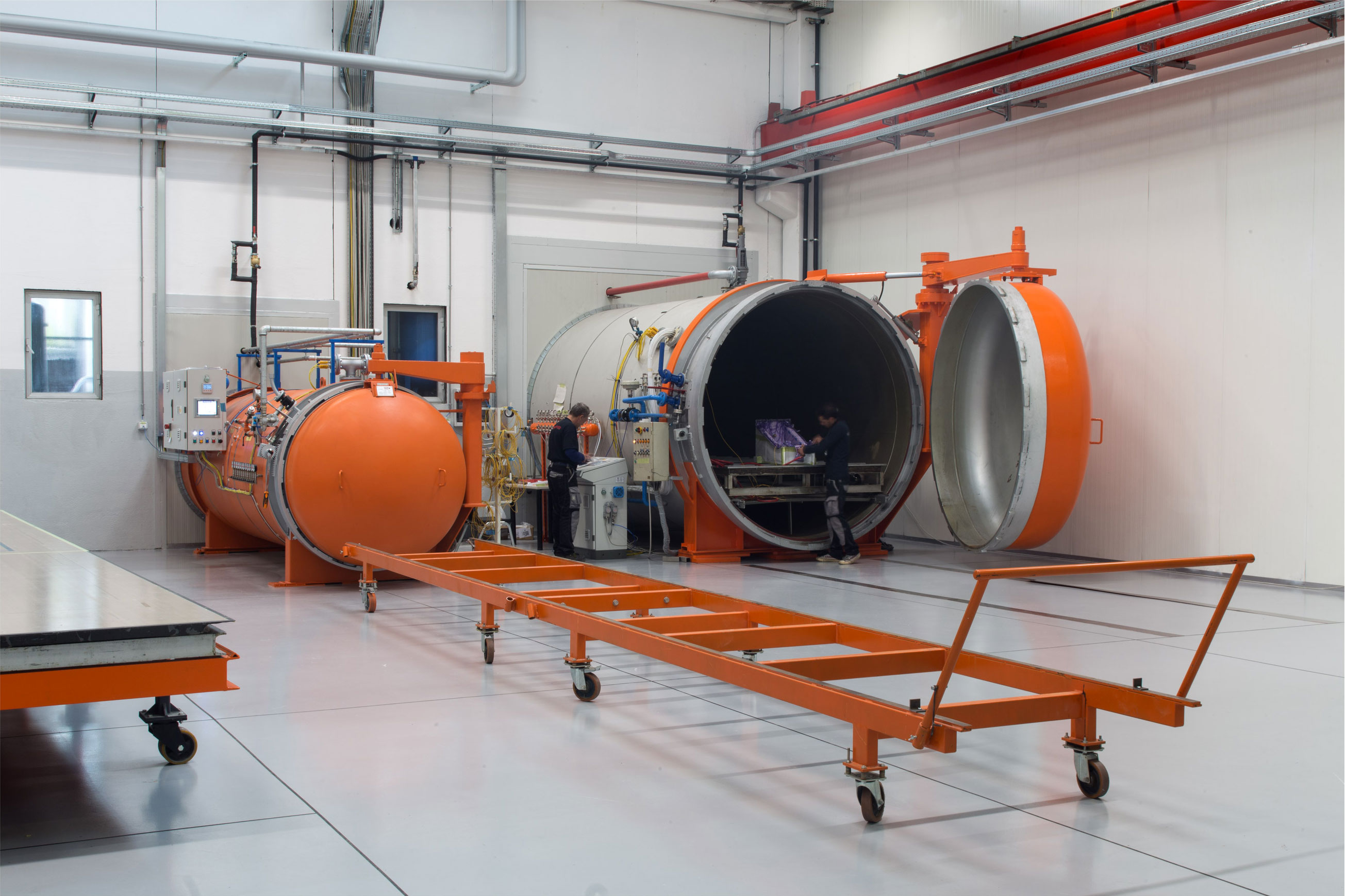
اتوکلاو پریسکو-مارین

پلیمریزاسیون لمینت سومین و آخرین مرحله از فرایند لی‌آپ است. این فاز برای به دست آوردن ویژگی‌های مورد نیاز محصول نهایی نهایت اهمیت را دارد.

### پلیمریزاسیون در اتوکلاو یا اجاق صنعتی
این فرایند را می‌توان در دمای اتاق با یک پمپ خلاء، برای کنترل خلاء، با کمک یک اجاق صنعتی متصل به یک پمپ خلاء، برای کنترل دما و خلاء، یا با یک اتوکلاو، برای کنترل دما، خلاء و همچنین فشار هیدرواستاتیک انجام داد.
پلیمریزاسیون در اتوکلاو تکنیکی است که اجازه به دست آوردن لمینت‌ها با بهترین خواص مکانیکی را می‌دهد، اما گران‌ترین روش است و تنها اجازه استفاده از قالب‌های باز را می‌دهد. مزیت این روش این است که فشار به پیوستن لایه‌های کامپوزیت کمک می‌کند و باعث افزایش کیفیت فرایند است. هر ترکیب الیاف و رزین چرخه پلیمریزاسیون مطلوب خود را دارد،که وابسته به ترشوندگی الیاف و خواص رزین، مانند گران‌روی و نقطه ژل است. 
به طور معمول، سه چرخه دما، فشار و خلاء به طور تجربی مورد مطالعه قرار می‌گیرند تا بهترین ترکیب سه پارامتر را به دست آید. پلیمریزاسیون در اجاق صنعتی مشابه روش اتوکلاو اما بدون کنترل فشار است. روش ارزان‌تری است و بنابراین برای تمام لمینت‌هایی که نیازی به داشتن خواص مکانیکی بسیار بالا ندارند استفاده می‌شود. همچنین از آنجا که اجاق‌های صنعتی، به طور کلی بزرگتر از اتوکلاوها هستند، برای تمام آن قطعات با ابعاد غیر استاندارد استفاده می‌شوند.

### پلیمریزاسیون با قالب‌گیری فلزی جور
پلیمریزاسیون با قالب‌گیری فلزی جور برای لمینت‌های مسطح یا هندسه ساده استفاده می‌شود و می تواند شامل یک پمپ خلاء و یک منبع گرمایی الکتریکی یا هیدرولیکی باشد. از یک پرس بایگانی‌شده  در ۲ فوریه ۲۰۲۱ توسط Wayback Machine با قالب‌های نر و ماده ساخته شده است که بسته می‌شود تا شکافی با شکل جزء تشکیل دهد که عرض آن برای کنترل ضخامت قسمت تنظیم می‌شود. پرس نمی‌تواند یک فشار هیدرواستاتیک مانند اتوکلاو اعمال کند، بلکه تنها یک فشار عمودی اعمال می‌کند. قالب‌گیری فلزی جور اجازه می‌دهد که یک کنترل ابعادی مسلط، پرداخت سطح خوب در هر دو سطح، و نرخ تولید معقول داشته باشیم، اما، در مقابل، می تواند الیاف ناهمتراز داشته باشد و روشی بسیار گران است.